# Teodora (esposa de Teófilo)

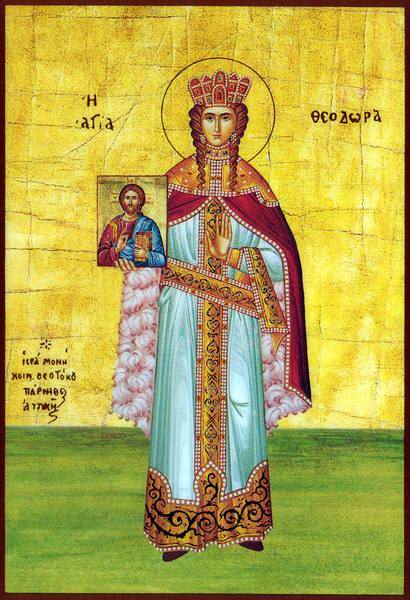
La emperatriz Teodora.

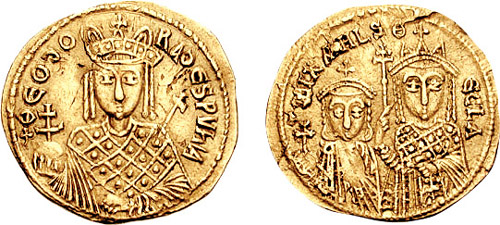
Sólido bizantino de la emperatriz Teodora II, en el reverso figuran sus hijos, el emperador Miguel III (aún niño) y la princesa Tecla.

Teodora era originaria de Paflagonia, y descendiente de la aristocracia armenia. Fue la esposa de Teófilo, emperador bizantino, y madre de Miguel III, ejerció la regencia de este último, pues contaba con sólo tres años de edad cuando fue nombrado emperador. Al contrario que su esposo, era iconódula, e hizo reunir un sínodo en el año 843 que restauró el culto a las imágenes, por lo que es venerada como santa de la Iglesia ortodoxa; su fiesta se celebra el 11 de febrero.
Pasó sus últimos 8 años en un convento de Santa Eufrosinia y después de su muerte fue beatificada por la iglesia ortodoxa. Falleció cerca de 867. Sus reliquias fueron trasladadas en 1460 a Kérkyra en la isla de Corfú.